# Bycanistes
Bycanistes – rodzaj ptaków z rodziny dzioborożców (Bucerotidae).

## Zasięg występowania
Rodzaj obejmuje gatunki występujące w Afryce.

## Morfologia
Długość ciała 45–70 cm; masa ciała samic 413–1450 g, samców 463–1525 g.

## Systematyka

### Etymologia
- Bycanistes: gr. βυκανιστης bukanistēs „trębacz”, od βυκαναω bukanaō „dmuchać w trąbkę”, od βυκανη bukanē „trąbka, róg wojenny”[7].
- Pholidophalus: gr. φολις pholis, φολιδος pholidos „łuska”; φαλος phalos „róg, guz”[7]. Gatunek typowy: Buceros fistulator Cassin, 1850.
- Baryrhynchus: gr. βαρυς barus „ciężki”; ῥυγχος rhunkhos „dziób”[7]. Gatunek typowy: Buceros cristatus Rüppell,  (= Bycanistes brevis Friedmann, 1929); młodszy homonim Baryrhynchus Lacordaire, 1866 (Coleoptera).
- Baryrhynchodes: rodzaj Baryrhynchus Roberts, 1922; gr. -οιδης -oidēs „przypominający, podobny”[7]. Nowa nazwa dla Baryrhynchus Roberts, 1922.

### Podział systematyczny
Do rodzaju należą następujące gatunki:
- Bycanistes brevis Friedmann, 1929 – dzioborożec srebrnolicy
- Bycanistes subcylindricus (P.L. Sclater, 1871) – dzioborożec baniastoczoły
- Bycanistes cylindricus (Temminck, 1831) – dzioborożec żółtodzioby
- Bycanistes albotibialis (Cabanis & Reichenow, 1877) – dzioborożec białosterny
- Bycanistes fistulator (Cassin, 1850) – dzioborożec piskliwy
- Bycanistes bucinator (Temminck, 1824) – dzioborożec trąbiący